# Via della Ghiara
Via della Ghiara, a Ferrara, ha origini medievali ed è precedente alla grande rivoluzione urbanistica dell'Addizione Erculea. Sino al XIV secolo il suo percorso corrispondeva a un antico ramo del Po di Primaro e il fiume prima percorreva anche la futura via XX Settembre. Entrambe le strade urbane furono per un certo periodo una sola entità ed ebbero il nome di via della Ghiaia, in riferimento ai ciottoli che il fiume aveva lasciato nel suo vecchio alveo. L'asse viario nacque con una delle prime addizioni cittadine, voluta da Borso d'Este.

## Storia
Anticamente via della Ghiara (o della Ghiaia) comprendeva anche la futura via XX Settembre.

### Origini del nome
Via della Ghiara o della Ghiaia fu il nome antico anche della recente via XX Settembre. Il tratto compreso tra via delle Chiodare e via Camaleonte fu chiamato strada del Salaro poiché in fondo alla via Camaleonte stava un deposito governativo di sale, sino all'inizio del XX secolo chiamato la Salara.

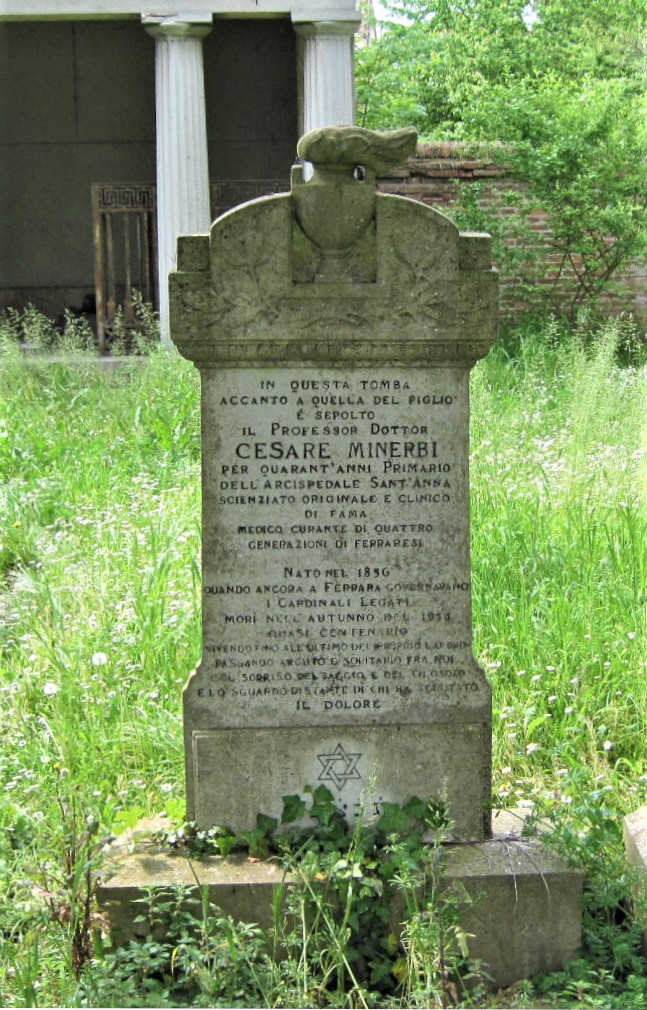
Tomba del dottor Cesare Minerbi nel cimitero di via delle Vigne.

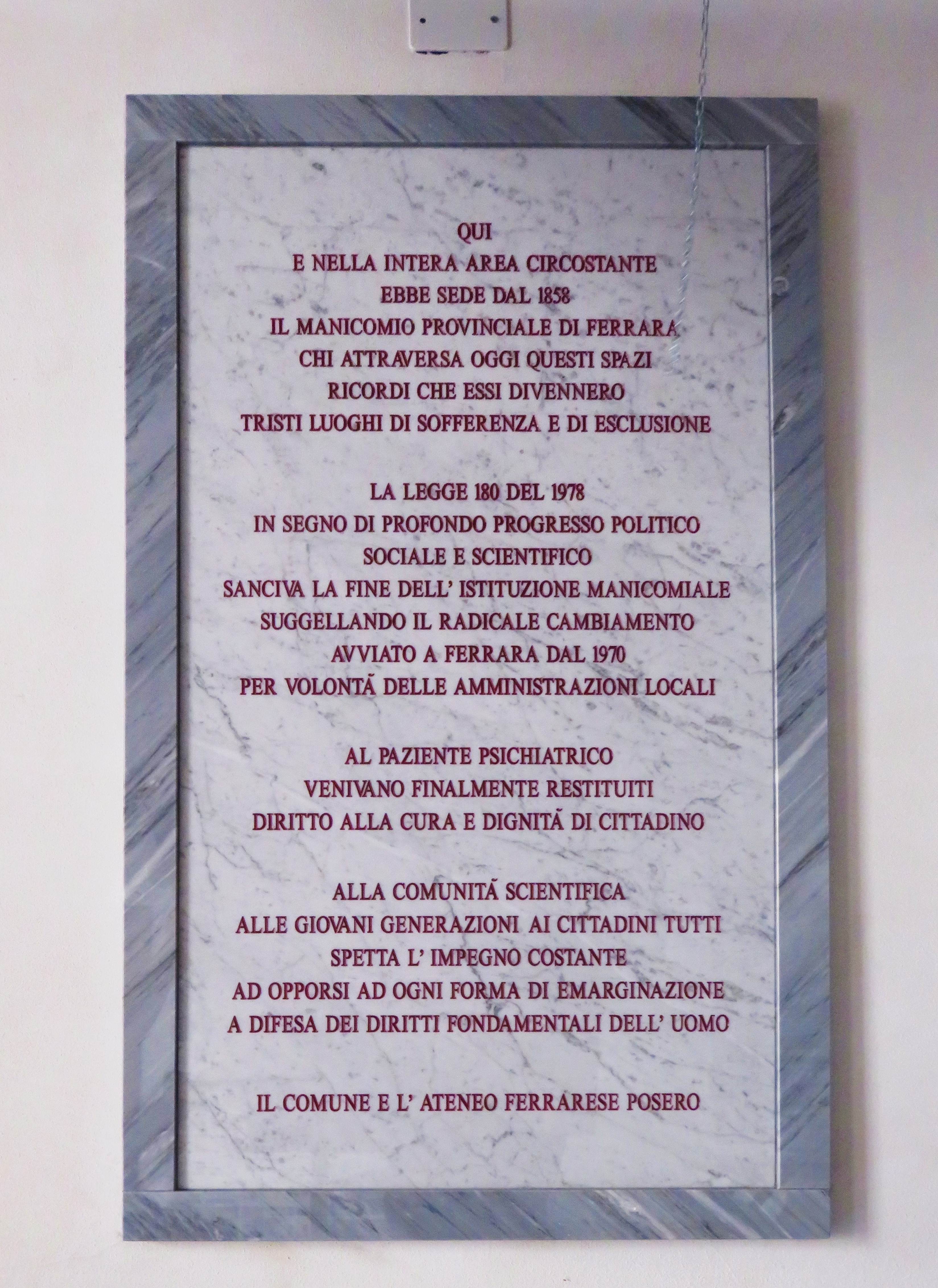
Palazzo Tassoni. Epigrafe nel salone d'onore che ricorda come sia il palazzo sia l'intero quartiere fossero un tempo manicomio provinciale di Ferrara

## Via della Ghiara e Giorgio Bassani
Giorgio Bassani cita la via descrivendo in La passeggiata prima di cena la vita di Elia Corcos, medico israelita futuro primario dell'ospedale cittadino, iniziando dal suo incontro con Gemma Brondi. Secondo il suo stile narrativo lo scrittore sovrappone la fantasia alla realtà e nel racconto ricorda non solo via della Ghiara ma altri luoghi cittadini esistenti, come ad esempio la chiesa di Sant'Andrea. Scrive che subito dopo il matrimonio i due protagonisti vissero a lungo in via Vittoria nella casa del padre di lui, all'interno del ghetto, e che solo più tardi il dottore acquistò la sua nuova abitazione in via della Ghiara.
C'è anche un altro motivo che lega lo scrittore alla via. Qui stava la casa dei suoi nonni materni e in questo luogo visse parte dei suoi anni giovanili. Il mescolarsi tra invenzione poetica e realtà riguarda inoltre direttamente il nonno materno, Cesare Minerbi. In dottor Minerbi fu realmente primario dell'ospedale cittadino e alla sua morte venne sepolto nel cimitero ebraico di via delle Vigne.

## Luoghi di interesse
Al numero civico 38 si trova palazzo Tassoni Estense, l'edificio più significativo della via. Fu costruito nel XV secolo e in seguito venne donato dagli Este alla famiglia Tassoni quindi ristrutturato da Biagio Rossetti nel 1491. Dal 1855 divenne proprietà della provincia di Ferrara e utilizzato dall'ospedale Sant'Anna per ospitarvi, dal 1858, alcuni reparti destinati ai malati di mente. Durante gli anni della riforma psichiatrica Antonio Slavich e l'amministrazione locale vi produssero importanti iniziative e lo stesso Franco Basaglia vi fece visita nel 1977.
In tempi recenti è divenuto sede di facoltà universitaria intitolata a Biagio Rossetti, si presenta su due piani come una tipica costruzione rinascimentale e comprende un cortile interno con un piccolo loggiato.